# Marlierea glazioviana
Marlierea glazioviana är en myrtenväxtart som beskrevs av Hjalmar Frederik Christian Kiaerskov. Marlierea glazioviana ingår i släktet Marlierea och familjen myrtenväxter. Inga underarter finns listade i Catalogue of Life.